# Dypsis viridis
Dypsis viridis är en enhjärtbladig växtart som beskrevs av Henri Lucien Jumelle. Dypsis viridis ingår i släktet Dypsis och familjen Arecaceae. IUCN kategoriserar arten globalt som sårbar. Inga underarter finns listade i Catalogue of Life.